# Heilig Kreuz (Hürtgen)

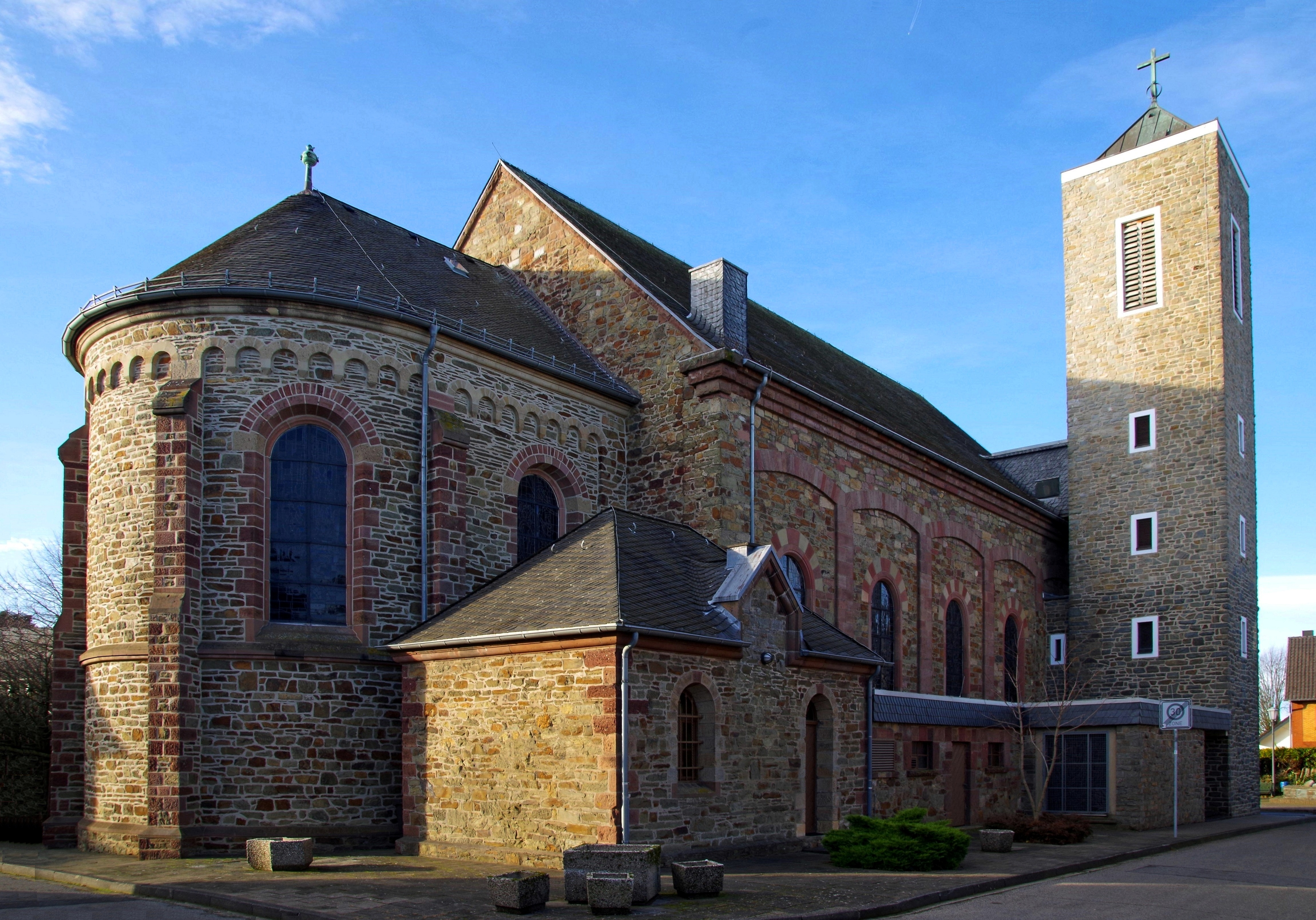
Heilig Kreuz in Hürtgen, Südostseite

Heilig Kreuz ist eine römisch-katholische Pfarrkirche ins Hürtgen, einem Ortsteil der Gemeinde Hürtgenwald im Kreis Düren in Nordrhein-Westfalen und gehört zur Gemeinschaft der Gemeinden Kreuzau/Hürtgenwald im Bistum Aachen. Die heutige Kirche wird auch „Friedensgedächtniskirche“ genannt.

## Geschichte
Eine erste Kapelle, erbaut von Dietrich von Leers († 1690), ist schon für 1684 nachweisbar. Diese wurde 1715 erweitert. Pfarrlich gehörte Hürtgen zu dieser Zeit zur weit ausgedehnten Pfarre Lendersdorf. 1804 wurde Hürtgen schließlich von Lendersdorf abgetrennt und zur eigenständigen Pfarrei erhoben, die Kapelle war seitdem Pfarrkirche. 
Mitte des 19. Jahrhunderts wurde die alte Kirche zwischen 1854 und 1856 durch einen Neubau nach Plänen des Aachener Baumeisters Josef Habes ersetzt. Diese Kirche brannte in der Nacht vom 21. auf den 22. Februar 1903 bei dem großen Brandunglück in Hürtgen vollkommen aus, sodass nur noch die Umfassungsmauern standen. Neben der Kirche wurden weitere 84 Häuser sowie das Pfarrhaus und die Schule und weitere Gebäude zerstört. Mehr als 400 Menschen waren davon betroffen. Bis Dezember 1903 konnten der Chor und die Sakristei wiederhergestellt werden, sodass dort ab dem 20. Dezember wieder Gottesdienste gefeiert werden konnten. In der Zwischenzeit wurden die Gottesdienste in einem provisorisch eingerichteten Raum des Pfarrhauses abgehalten. Im Dezember 1904 war die Kirche schließlich unter Erhalt der noch vorhandenen Mauern vollständig wiederhergestellt und konnte vollumfänglich genutzt werden. Die Planung und Bauleitung des Wiederaufbaus lagen in Händen von Baurat Daniels aus Aachen. 
Durch die Schlacht im Hürtgenwald in den Jahren 1944/1945 wurde die Kirche wieder stark zerstört, der Turm und das Kirchenschiff waren komplett eingestürzt, Chor und Sakristeien waren stark beschädigt. Zwischen 1947 und 1949 wurde die Kirche unter Erhalt von Chor und Sakristeien auf den alten Fundamenten nach Plänen des Stolberger Architekten Rudolf Dahmen wiederaufgebaut. Erst im Jahr 1966 kam noch der Kirchturm hinzu. Die Kirchweihe fand am 25. November 1972 statt. Eine letztmalige größere Renovierung wurde in den Jahren 1984 bis 1991 durchgeführt.

## Baubeschreibung
Die Heilig-Kreuz-Kirche ist eine Saalkirche in Bruchsteinbauweise in Formen der Nachkriegsmoderne mit eingezogenem Chor und Rundapsis in neuromanischen Formen. 

## Ausstattung

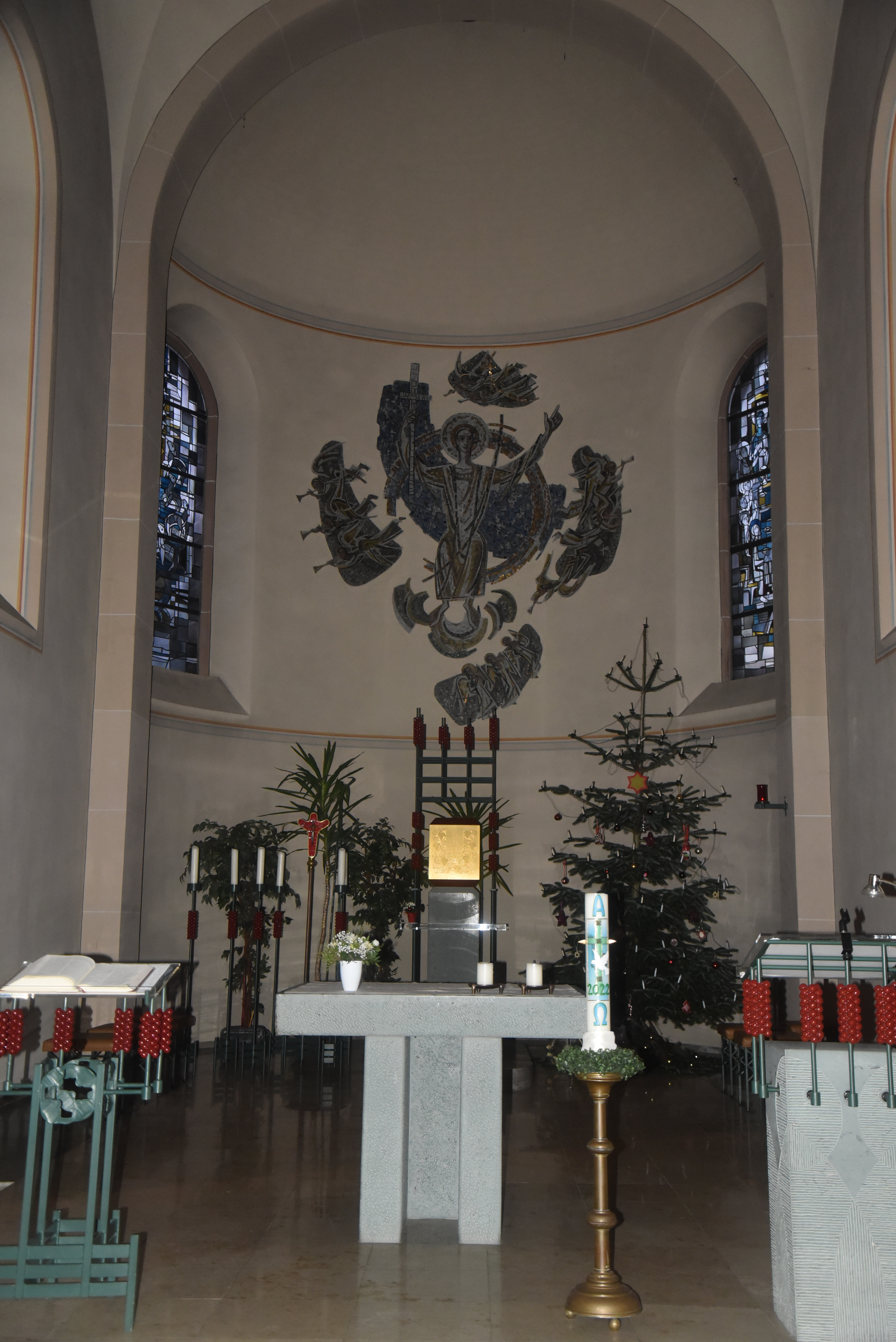
Blick in den Chor

Die 14 großen Rundbogenfenster aus Antik- und Bleiglas wurden 1969 von einem unbekannten Künstler mit Schwarzlotmalerei hergestellt, lediglich das Ornamentfenster über dem Eingangsportal ist mit 1949 datiert und das Rosettenfenster über der Orgelempore aus 1955, beide ebenfalls von einem unbekannten Künstler.
Den am 17. März 1989 vom Aachener Weihbischof Karl Reger geweihten Altar aus Anröchter Stein sowie die Tabernakelsäule, das Ambo und die Kerzenleuchter schuf der Buirer Bildhauer Friedel Denecke 1989.

## Pfarrer
Folgende Priester wirkten bislang als Pfarrer an Heilig Kreuz:
- 1850–1854: Heinrich Welter[7]
- 1854–1861: Michael Weyer[8]
- 1861–1873: Johann Daniel Iven[9]
- 1873–1885: Vakant[10]
- 1885–1906: Johann Theodor Hubert Bartz[11][12]
- 1906–1909: Anton Leonhard Jansen[13]
- 1909–?: Josef Hubert Fuchs[14]
- 1924–1945: Wilhelm Nagel
- 1945–1960: Peter Hansen
- 1960–1982: Franz Kusseler
- 1983–2017: Georg Neuenhofer
- 2017–2023: Axel Lautenschläger
- Seit 2024: Josef Wolff